# IC 943
IC 943 је спирална галаксија у сазвјежђу Дјевица која се налази на листи објеката дубоког неба у Индекс каталогу.
Деклинација објекта је + 3° 11' 39" а ректасцензија 13h 50m 32,0s. Привидна величина (магнитуда) објекта IC 943 износи 14,0 а фотографска магнитуда 14,9. IC 943 је још познат и под ознакама MCG 1-35-41, CGCG 45-115, PGC 49130.